# 郑义宣
郑义宣（1970年10月18日—）是韩国一位亿万富翁，也是现代汽车集团董事长以及现代汽车集团名誉会长郑梦九的独子和继承人。

## 教育
郑义宣1993年毕业于徽文高等學校，並获得高麗大學工商管理学士学位。郑义宣從高丽大学毕业后又於1997年获得旧金山大学商学院工商管理碩士学位。 